# آن الدر
آن الدر (انگلیسی: Ann Elder؛ زادهٔ ۲۱ سپتامبر ۱۹۴۲) فیلم‌نامه‌نویس، تهیه‌کننده، بازیگر اهل ایالات متحده آمریکا است. وی بین سال‌های ۱۹۶۵ تا ۱۹۸۰ میلادی فعالیت می‌کرد.
وی همچنین برندهٔ جوایزی همچون جوایز امی ساعات پربیننده شده‌است.